# Oligodon rhombifer
Oligodon rhombifer este o specie de șerpi din genul Oligodon, familia Colubridae, descrisă de Yehudah L. Werner în anul 1924. Conform Catalogue of Life specia Oligodon rhombifer nu are subspecii cunoscute.